# Seznam dirkačev Formule 1
Seznam dirkačev Svetovnega prvenstva Formule 1 zajema vse voznike, ki se nastopili na prvenstvenih Velikih nagradah Formule 1 od sezone 1950.
Skupaj je 886 voznikov nastopilo na najmanj eni prvenstveni dirki za Veliko nagrado, a nekateri niso nastopili na dirki, saj se niso kvalificirali. Dirkač, ki je nastopil na največ Velikih nagradah, je Rubens Barrichello (326).     
Do sezone 1990 niso vse točke, ki jih je dirkač osvojil, štele za svetovno prvenstvo (Glej Seznam načinov točkovanj prvenstev Formule 1 za več informacij) - tukaj so prikazane le tiste, ki so štele za prvenstvo.
Trenutni dirkači (tisti, ki so sodelovali najmanj na eni tekmi sezone 2019) so v krepkem tisku. Svetovni prvaki Formule 1 med vozniki so označeni z modro. Vozniki, ki so se udeležili Velike nagrade samo za potrebe petkovega testiranja (uvedeno v sezoni 2004), niso vključeni.
Seznam je aktualen in natančen ter zajema podatke do vključno sezone 2019.